# Сосна кедровидная
Сосна кедровидная (лат. Pinus cembroides) — вид вечнозелёных хвойных деревьев рода Сосна. Широко распространён в Мексике.

## Ботаническое описание

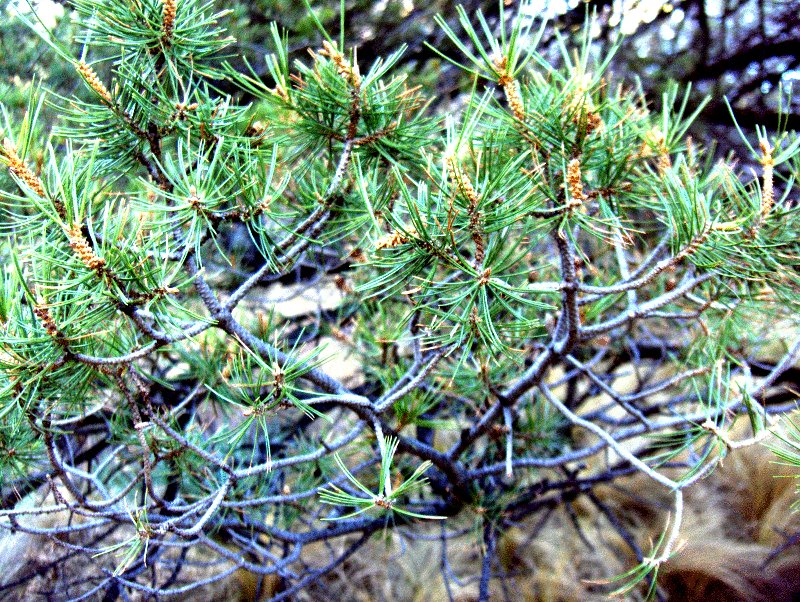
Pinus cembroides

Вечнозелёный кустарник или дерево, высотой до 15, редко до 25 метров. Диаметр ствола на высоте груди достигает от 10 до 80, иногда до 120 сантиметров и часто разветвляется. Кора ствола серая или серо-коричневая, толстая, грубая и чешуйчатая, распадается на неровные, мелкие пластины, разделённые неглубокими бороздами. Ветви растут раскидистыми и восходящими или свисают близко к земле. У молодых деревьев они образуют густую, овальную крону, у старых — широко раскидистую крону с редкими игольчатыми ветвями. Молодые побеги голые, изначально оранжево-коричневые или сине-зелёные, матовые, вскоре становятся серыми.
Хвоинки светло-коричневые, маленькие, 2-4 миллиметра длиной, шиловидные или треугольные, заостренные до остроконечных с неравномерно пильчатым краем. Рано опадают. Вегетативные почки от светло-коричневых до охристых, не смолистые или почти не смолистые, от яйцевидно-продолговатых до овально-цилиндрических. Терминальные почки от 5 до 8, иногда до 10 миллиметров в длину и от 3 до 5 миллиметров в ширину, боковые почки меньше. Хвоя обычно растёт тройками, иногда парами или четвёрками, редко пятёрками в коротком, 4-6 миллиметровом игольчатом чехле из первоначально бледно-коричневых или коричневых, слабо перекрывающих друг друга чешуек. Вскоре они отгибаются, становятся бледно-соломенного или серого цвета и образуют небольшую розетку у основания пучка игл, которая, однако, опадает раньше, чем иглы. Хвоинки в основном изогнутые, редко прямые, гибкие или иногда жёсткие, иногда всего 2, обычно от 3 до 6 и редко до 8 сантиметров длиной и редко от 0,6, обычно от 0,7 до 1 и иногда до 1,2 миллиметра шириной. Цельные, конец заострён. Цвет их варьируется от тускло-зелёного до сизовато-зелёного, адаксиальные стороны могут быть и белыми. На иглах иногда образуются капли смолы. В основном на всех сторонах видны стоматы, только у одного сорта они расположены только на адаксиальной стороне. На адаксиальной стороне их от двух до трёх, а иногда и четырёх, если стоматитные линии появляются на абаксиальной стороне, то их два, три или редко четыре. Обычно образуются два смоляных канала, редко только один. Хвоя обычно остаётся на дереве четыре-пять, иногда до семи лет.
Пыльцевые шишки желтоватые, маленькие, длиной от 5 до 10 миллиметров, диаметром около 3 миллиметров.
Семенные шишки растут поодиночке, парами или редко в мутовках по три на очень коротких стеблях длиной 3-5, иногда до 8 миллиметров, которые отпадают вместе с шишкой. Взрослые шишки выглядят бесстебельными и часто смолистые. Они неправильной шаровидной или яйцевидной формы с закрытыми семенными чешуйками, неправильной формы с уплощённым основанием с открытыми чешуйками и часто шире, чем длинные. Они вырастают от 2, обычно от 3 до 5 и редко до 7,5 сантиметров в длину и имеют диаметр от 3 до 6, редко до 7 сантиметров. Обычно от 20 до 40, редко до 50 семенных чешуек широко раскрываются и имеют лишь слабое соединение с осью, поэтому их можно легко удалить. Шириной от 15 до 20 миллиметров с одной или двумя глубокими выемками, в которых находятся семена. Апофиза приподнята, неправильной ромбической или пятиугольной формы, цвет от желтовато-зелёного до охристого и красновато-коричневого, иногда блестящая. Умбо расположен дорсально, плоский или приподнятый, изогнутый и снабжён небольшим шипом.
Семена серовато-коричневые или светло-коричневые, обратнояйцевидные, длиной от 10 до 16 миллиметров и шириной от 6 до 10 миллиметров. Семенная оболочка сравнительно толстая — от 0,5 до 1, редко 1,1 миллиметра, гаметофит розовый или белый. Семенное крыло отсутствует.
Число хромосом 2n = 24.

## Распространение и экология

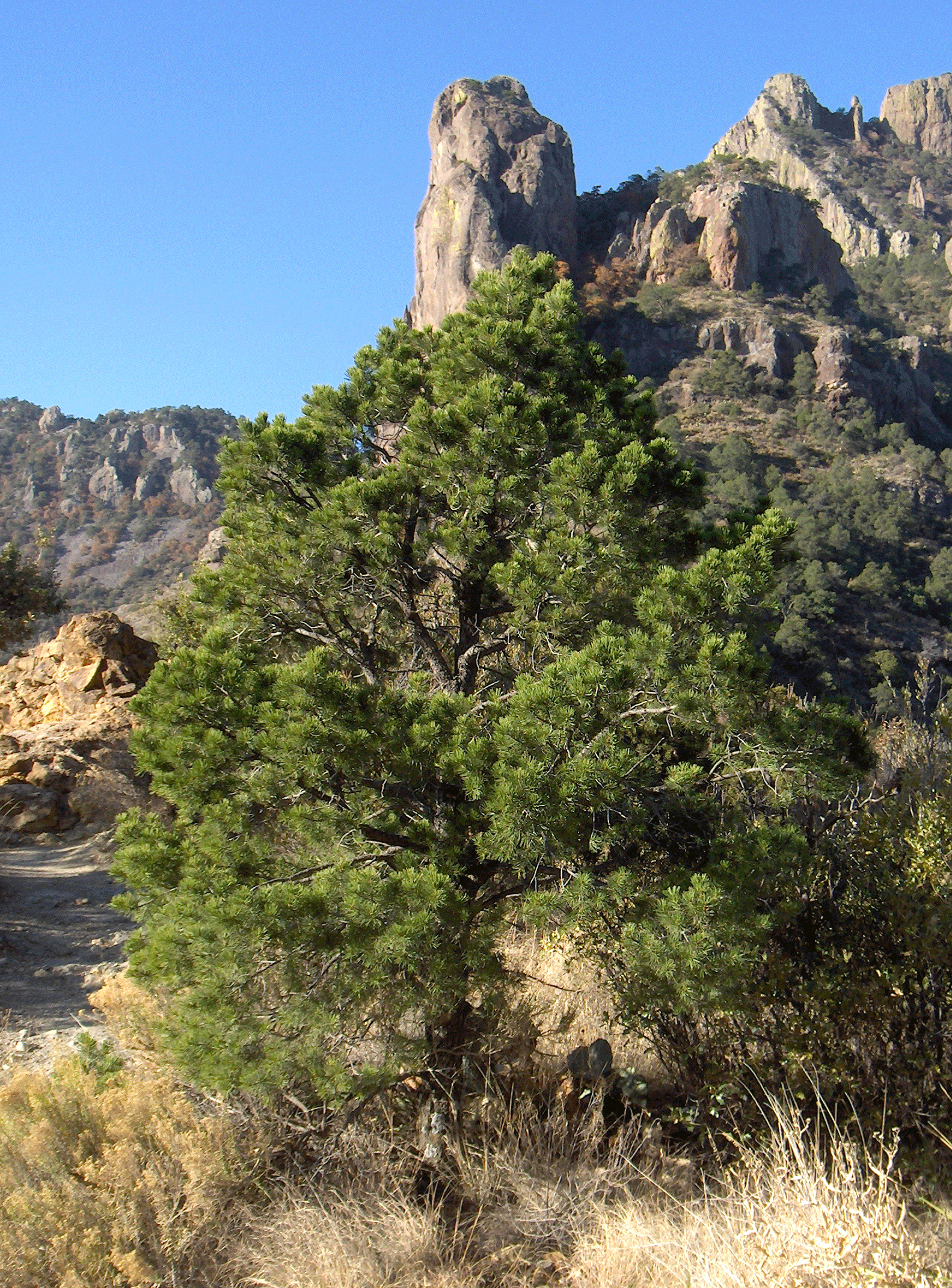
Pinus cembroides в национальном парке Big Bend

Естественный ареал вида находится в Мексике, простираясь от Сьерра-Мадре-Оксидентал и Сьерра-Мадре-Ориентал до южной части Центральной Мексики, и в небольшом количестве в южной части Калифорнии. В США, также растёт вблизи границы с Мексикой в юго-восточной Аризоне, юго-западном Нью-Мексико и юго-западном Техасе.
На большей части своего ареала вид встречается в переходной зоне между пустынными и полупустынными долинами и плато и вышележащими сосновыми лесами с более высоким уровнем осадков. Произрастает на высоте от 800, но в основном от 1500 до 2600 и редко до 2800 метров, достигая наибольших высот на юго-востоке ареала. Подпочва очень изменчива и варьируется от аллювиальных бахад до вулканических пород. Сосна кедровидная образует открытые леса либо в чистых насаждениях, либо вместе с различными видами можжевельника (Juniperus spp.), с Pinus nelsonii, Pinus pinceana, различными видами дуба (Quercus spp.), представителями рода юкка (Yucca), агав (Agave), представителями кактусовых (Cactaceae), например, с опунциями (Opuntia), толокнянкой (Arctostaphylos), краснокоренником (Ceanothus), земляничным деревом (Arbutus) и другими кустарниками засушливых районов. В более высоких или влажных районах является частью смешанных дубово-сосновых лесов, где растет вместе, например, с Pinus engelmannii, Pinus leiophylla var. chihuahuana, а на юго-востоке ареала — с Pinus pseudostrobus. Климат тёплый и сухой. Годовое количество осадков колеблется от 380 до 650 миллиметров, сухой период длится семь-восемь месяцев. Заморозки могут случаться на больших высотах, но редко. Ареал классифицируется как зона зимостойкости 7 со среднегодовыми минимальными температурами от −17,7 до −12,3 °C. Для подвида Pinus cembroides subsp. lagunae ареал, вероятно, находится в зоне зимостойкости 9 со среднегодовыми минимальными температурами от −6,6 до −1,2 °C.
В лесах, где произрастает сосна кедровидная, обитают такие животные, как белохвостый олень, вилорог (Antilocapra americana), скалистый суслик (Spermophilus variegatus), кролик Нуттала (Sylvilagus nuttallii) и восточноамериканский скунс (Conepatus leuconotus). Семенами питаются некоторые животные и птицы, в том числе Meleagris gallopavo merriami, макао, Rhynchopsitta terresi, барибал, дикобразы, бурундуки. С июля по сентябрь ими также питаются Pecari tajacu.
Распространение семян зависит от рассеивания птицами и грызунами. Например, голубая кустарниковая сойка (Aphelocoma coerulescens) и западноамериканская сойка (Gymnorhinus cyanocephalus) часто прячут семена, что способствует распространению вида.
Вид подвержен заражению со стороны Cronartium occidentale и Arceuthobium divaricatum. При заражении снижается рост и производство семян, деревья чаще гибнут, а также становятся более восприимчивыми к болезням.
В Красной книге МСОП Pinus cembroides классифицируется как вид, не находящийся под угрозой исчезновения. Вид широко распространён в Мексике, а часть его ареала находится на территории трёх штатов США. Тем не менее, два подвида, Pinus cembroides subsp. lagunae и Pinus cembroides subsp. orizabensis, внесены в список исчезающих, но они составляют лишь небольшую часть общей популяции. Пожары в ареале этого вида случаются редко, и деревья редко вырубаются из-за их небольшого размера. Некоторые участки расположены на охраняемых территориях.

## Использование
Вид имеет большое экономическое значение в Мексике из-за съедобных семян. Семена регулярно собирают и продают осенью, когда шишки раскрываются. Они содержат около 15 % белка, 62 % жира и 17 % углеводов. Таким образом, в них сравнительно высокое содержание белка. Их едят сырыми, жареными, перемалывают, чтобы сделать из муки хлеб или пирожные, или перерабатывают, чтобы получить крем, похожий на арахисовое масло.
Из-за низкорослости и большого количества ветвей древесина имеет небольшое значение. Она используется для столярных работ или в качестве дров в районах, где нет других видов сосен. Благодаря хорошей адаптации к полузасушливому климату и широкому распространению, вид используется для борьбы с эрозией или для создания тени в сельском хозяйстве. Его редко высаживают в садах и парках. В остальном его обычно можно встретить только в дендрариях и ботанических садах.